# Consejo de Ministros de Albania
El Consejo de Ministros de Albania es el órgano colegiado constitucional del poder ejecutivo, liderado por el primer ministro y compuesto por el resto de los ministros, además de los vicepresidentes, que constituye el Gobierno de Albania.
En abril de 2017, una reorganización política del gabinete obligó a que a partir de ese momento el gabinete tuviese que estar formado de manera paritaria entre hombres y mujeres. El Parlamento de Albania debe dar la aprobación final de la composición del gabinete.
El Gabinete es el responsable de llevar a cabo tanto las políticas nacionales como las extranjeras que afecten al país. Dirige y controla las actividades de los ministerios y otros órganos estatales.

## Descripción

### Composición
Los miembros del Consejo se subdividen en tres rangos sustanciales, junto con un rango honorífico:
- Primer ministro
- Vice primer ministro
- Ministros, que son los miembros de más alto rango del Gobierno
- Viceministros, que ayudan a los ministros en áreas especializadas de su cartera.
- Secretarios Generales (Sekretari i Përgjithshëm) que ayudan a los ministros en áreas menos importantes y ocasionalmente (si el tema lo precisa) asisten a sesiones del Consejo de Ministros

### Funciones
El gabinete tiene la función de gobernar el país de acuerdo a los designios de la situación y del Parlamento, frente a quien está supeditado en todo momento.
Ningún ministro ni cualquier otro miembro del Consejo puede legislar sin la aprobación previa del parlamento de Albania, pero sí pueden proponer a este anteproyectos de ley.
El gabinete puede determinar la agenda del Parlamento con el fin de agilizar los tiempos parlamentarios.

### Cambios
Durante un mandato, varios ministros pueden ser sustituidos. Durante el 2017, la oposición albanesa protestó durante un trimestre, de marzo a mayo de ese año, para acordar crear un gabinete provisional formado por tecnocratas. El 22 de mayo, la mayoría del Parlamento votó por un nuevo gobierno provisional, que consistirñia en 6 ministros tecnócratas y un vice primer ministro propuesto por la oposición.

## Gabinete actual
El gabinete actual del período 2017-2021 tras las últimas elecciones parlamentarias es el siguiente:
| Logo | Ministerio                                                                               | Ministro/a         | Ministro/a | Ministro/a | Fecha de inicio          | Días |
| ---- | ---------------------------------------------------------------------------------------- | ------------------ | ---------- | ---------- | ------------------------ | ---- |
|      | Primer ministro Zyra e Kryeministrit                                                     | Edi Rama           |            | PS         | 15 de septiembre de 2013 | 4202 |
|      | Vice primer ministro Zyra e Zëvëndëskryeministrit                                        | Senida Mesi        |            | PS         | 13 de septiembre de 2017 | 4202 |
|      | Ministerio para Europa y de Asuntos Exteriores Ministria për Europën dhe Punët e Jashtme | Ditmir Bushati     |            | PS         | 15 de septiembre de 2013 | 4202 |
|      | Ministerio de Defensa Ministria e Mbrojtjes                                              | Olta Xhaçka        |            | PS         | 13 de septiembre de 2017 | 2743 |
|      | Ministerio de Asuntos Interiores Ministria e Punëve të Brendshme                         | Fatmir Xhafaj      |            | PS         | 13 de septiembre de 2017 | 2743 |
|      | Ministerio de Economía y Finanazas Ministria e Financave dhe Ekonomisë                   | Arben Ahmetaj      |            | PS         | 13 de septiembre de 2017 | 2743 |
|      | Ministerio de Infraestructura y Energía Ministria e Infrastrukturës dhe Energjisë        | Damian Gjiknuri    |            | PS         | 13 de septiembre de 2017 | 2743 |
|      | Ministerio de Educación, Deporte y Juventud Ministria e Arsimit, Sportit dhe Rinisë      | Lindita Nikolla    |            | PS         | 13 de septiembre de 2017 | 2743 |
|      | Ministerio de Justicia Ministria e Drejtësisë                                            | Etilda Gjonaj      |            | PS         | 13 de septiembre de 2017 | 2743 |
|      | Ministerio de Cultura Ministria e Kulturës                                               | Mirela Kumbaro     |            | PS         | 15 de septiembre de 2013 | 4202 |
|      | Ministerio de Agricultura y Desarrollo Rural Ministria e Bujqësisë dhe Zhvillimit Rural  | Niko Peleshi       |            | PS         | 13 de septiembre de 2017 | 2743 |
|      | Ministerio de Salud y Asistencia Social Ministria e Shëndetësisë dhe Mbrojtjes Sociale   | Ogerta Manastirliu |            | PS         | 13 de septiembre de 2017 | 2743 |
|      | Ministerio de Turismo y Medio Ambiente Ministria e Turizmit dhe Mjedisit                 | Blendi Klosi       |            | PS         | 13 de septiembre de 2017 | 2743 |
|      | Ministro de Estado para la Diáspora Ministri i Shtetit për Diasporën                     | Pandeli Majko      |            | PS         | 13 de septiembre de 2017 | 2743 |
|      | Ministra de Estado para el Emprendimiento Ministri i Shtetit për Sipërmarrjen            | Sonila Qato        |            | PS         | 13 de septiembre de 2017 | 2743 |